# Monticellite
La monticellite est un minéral silicate du groupe de l'olivine de couleur grise, de composition CaMgSiO4. La plupart des monticellites ont la composition du pôle pur en magnésium mais il existe de rares ferro-monticellites et magnésio-kirschsteinites ayant une teneur en fer allant de 30 à 75 mol. % (le pôle pur en fer est la kirschsteinite). La monticellite est nommée d'après le minéralogiste italien Teodoro Monticelli (1759–1845).
Comme les autres membres du groupe de l'olivine, la monticellite a une structure orthorhombique (groupe d'espace Pbnm), son réseau cristallin étant présenté en Figure 1. Les ions fer et magnésium sont situés sur les sites d'inversion M1 et les ions calcium occupent les sites M2 sur des plans miroir. Les paramètres cristallins sont un peu plus grands que ceux des olivines sans calcium, la forstérite et la fayalite, avec :
a = 4,875 Å,
b = 11,155 Å,
c = 6,438 Å.

## Galerie

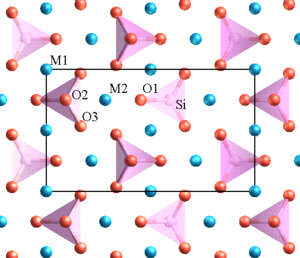
Structure à l'échelle atomique de l'olivine vue selon l'axe a. L'oxygène est représenté en rouge, le silicium en rose, et Mg, Fe et Ca en bleu. Une projection de la maille élémentaire est signalée par le rectangle noir.